# Voile (image)
Pour les articles homonymes, voir Voile.
En photographie, le voile est une teinte recouvrant l'image à la suite de l'exposition à une source de lumière étrangère à l'objet photographié, ou au traitement chimique s'il s'agit d'une image argentique.
Dans un film négatif développé, le niveau de voile chimique est l'absorbance de la partie non exposée, hors du cadre de l'image.
On parle aussi de voile pour l'effet de la lumière ambiante sur un écran.
Le voile atmosphérique est la teinte uniforme que cause la diffusion du rayonnement solaire dans l'atmosphère. L'usage d'un filtre bloquant les ultraviolets le réduit : la diffusion Rayleigh affecte surtout ces rayonnements.
L'usage de voile en photographie est attesté dès 1847. Le terme était déjà en usage dans les beaux-arts, où le voile blanc désigne la dégradation d'une peinture murale quand des cristaux minéraux se forment à sa surface.

## Voilage volontaire

### Technique
La technique photographique inclut parfois l'application d'un voile volontaire. On peut ainsi tirer parti de la non-linéarité de la sensibilité des films et capteurs. Des détails dans les parties sombres qui ne recevraient pas assez de lumière pour donner une image latente ou un signal s'il s'agit de capteurs électroniques, se retrouvent au dessus du seuil par l'apport d'une quantité uniforme de lumière. La technique, apparentée à la résonance stochastique, s'applique à un film entier, préparé par pré-exposition (flashage dans le jargon du cinéma), à une vue, aussi bien qu'au tirage photographique. Les capteurs vidéo à tube utilisaient cette méthode pour compenser la forte non-linéarité dans les basses lumières. On parlait d'illumination de polarisation par analogie à la « polarisation » de l'enregistrement magnétique — sans rapport avec la polarisation de la lumière.

### Esthétique
En atténuant le contraste, le voile réduit la perception des détails et donne à l'image un aspect vaporeux que le peintre ou le photographe peuvent souhaiter.
En peinture, il peut se concevoir comme la représentation d'un voile, soit par la figuration minutieuse de ses fils, soit par l'application d'une couche de couleur opaque que sa finesse rend presque transparente, la vélature. En photographie, on emploie parfois des filtres dépolis, qui donnent un flou artistique uniforme, à la différence de celui qui dépend de la mise au point. Les opérateurs ont pu utiliser un voile tendu devant l'objectif, découpé dans un bas de femme, pour adoucir les rides d'un visage, brûlant deux trous à l'emplacement des yeux pour que ceux-ci restent nets.